# Lerby Eliandry
Lerby Eliandry Pong Babu (sinh ngày 21 tháng 11 năm 1991) là một cầu thủ bóng đá người Indonesia hiện tại thi đấu ở vị trí tiền đạo cho Borneo F.C. ở Liga 1 và đội tuyển quốc gia Indonesia.

## Sự nghiệp

### Bali United
Lerby bắt đầu sự nghiệp ở Indonesia Super League 2015 với thành tích tốt. Anh ghi 3 bàn trong 2 trận, và anh có được tổng số bàn tương tự ở mùa giải trước. Lerby ghi cả ba bàn cho Bali United trước Perseru Serui và Persipura Jayapura.

### Borneo FC
Lerby gia nhập đầu năm 2016, và ra mắt ở 2016 East Kalimantan Governor Cup và Indonesia Soccer Championship A 2016.
Lerby ghi bàn đầu tiên ở vòng 7 trước Persegres Gresik United. Anh vào sân từ ghế dự bị.

## Danh hiệu

### Câu lạc bộ
- Borneo F.C.

Indonesia President's Cup: 2017 Á quân

### Internasional
- Indonesia

AFF Suzuki Cup 2016 Á quân

## Sự nghiệp quốc tế
Anh có màn ra mắt cho đội tuyển quốc gia Indonesia ở Giải vô địch bóng đá Đông Nam Á 2016 trước Thái Lan on 19 tháng 11 năm 2016. và ghi bàn thắng đầu tiên trước đội tuyển quốc gia Thái Lan. Chỉ 2 phút sau Indonesia phản công và làm đứng im người Thái khi Lerby Eliandry đưa bóng vào lưới sau đường chuyền từ Beny Wahyudi.

### Bàn thắng quốc tế
Tỉ số và kết quả liệt kê bàn thắng của Indonesia trước.
| #  | Ngày                 | Địa điểm                                               | Đối thủ   | Tỉ số | Kết quả | Giải đấu                             |
| -- | -------------------- | ------------------------------------------------------ | --------- | ----- | ------- | ------------------------------------ |
| 1. | 19 tháng 11 năm 2016 | Sân vận động Thể thao Philippines, Bocaue, Philippines | Thái Lan  | 2–2   | 2–4     | Giải vô địch bóng đá Đông Nam Á 2016 |
| 2. | 4 tháng 10 năm 2017  | Sân vận động Patriot, Bekasi, Indonesia                | Campuchia | 1–0   | 3–1     | Giao hữu                             |